# Імамура Сьохей
Сьохей Імамура (яп. 今村 昌平, Imamura Shōhei; *15 вересня 1926, Токіо — †30 травня 2006, Токіо) — японський кінорежисер та сценарист.

## Біографія
Імамура народився у сім’ї лікаря. Закінчив елітну початкову та середню школи. Проваливши іспити при вступі до університету міста Хоккайдо, він був змушений іти на навчання у технічний коледж, аби уникнути служби в армії. Під час навчання Імамура захопився авангардним театром. Відтак, юнак почав писати п’єси та познайомився з низкою акторів, які згодом знімалися в його фільмах.
Вступив до університету Васеда, на філологічний факультет. Там вивчав історію Європи та Америки. 
1951 року Імамура пройшов жорсткий конкурсний відбір серед 200 претендентів на посаду асистента режисера у кіностудію «Сьотіку». Там він познайомився з такими метрами японського кіно як Ясудзіро Одзу та Масакі Кобаясі. Робота на студії виявилася нелегкою та погано оплачуваною, тому Імамура вирішив змінити місце роботи. Як наслідок, став працівником студії «Ніккацу». 
1958 року Імамура зняв свій перший фільм «Украдене бажання». Далі світ побачили «Безкінечне бажання» (1958) та «Мій другий брат» (1959). Всупереч теплим відгукам кінокритиків, заробітку від стрічок Імамура не отримував. Тому певний період часу режисер жив у бідності та злиднях, страждаючи від виразки шлунку. 
Проте у 1960-х справи почали покращуватись і вже 1965 року Імамурі вдалося відкрити власну кіностудію «Імамура про». Таким чином режисер дав поштовх для розвитку незалежного японського кіно. 
У 1970-х режисер працював на телебаченні. Як результат, з'явилися такі стрічки: «Солдати, які не повернулись на батьківщину. Малайзія, Таїланд» (1971), «Караюкі-сан» (1972), «Мухомацу повертається на батьківщину» (1973) та багато інших.
1975 року Імамура відкрив Кіноінститут телебачення Йокогами, відомий тепер як Японська академія візуальних мистецтв.
Славу за кордоном здобув після виходу історико-філософської стрічки «Легенда про Нараяму» (1983). За цей фільм 1983 року отримав він головний приз Каннського кінофестивалю.

## Тематика фільмів
Початок творчості режисера характеризується соціальною-політичною тематикою. У перших своїх фільмах Імамура неодноразово звертався до образу понівечених війною та системою громадян.
Втім уже в другій половині 1960-х років режисер відкрив для себе та для свого народу нехарактерну для тогочасної Японії тему жінки, жіночої сили волі та характеру.

## Фільмографія
- 1958 — Украдене бажання / 盗まれた欲情
- 1958 — Біля станції Західна Ґіндза / 西銀座駅前
- 1958 — Безкінечне бажання / 果てしなき欲望
- 1959 — Мій другий брат / にあんちゃん
- 1961 — Свині та броненосці / 豚と軍艦
- 1963 — Жінка-комаха / にっぽん昆虫記
- 1964 — Червона спрага вбивства / 赤い殺意
- 1966 — Порнографи / エロ事師たちより 人類学入門
- 1967 — Зникла людина / 人間蒸発
- 1967 — Хтивість богів / 神々の深き欲望
- 1970 — Післявоєнна історія Японії, яку розповіла власниця бару / にっぽん戦後史 マダムおんぼろの生活 (документальний)
- 1979 — Помста за мною / 復讐するは我にあり
- 1981 — Ну і чорт з ним! / ええじゃないか
- 1983 — Легенда про Нараяму / 楢山節考
- 1987 — Дзеґен / 女衒
- 1989 — Чорний дощ / 黒い雨
- 1997 — Вугор / うなぎ
- 1998 — Лікар Акаґі / カンゾー先生
- 2001 — Тепла вода під червоним мостом / 赤い橋の下のぬるい水
- 2002 — 11 вересня / 11'901/セプテンバー11